# Офтальмология
Офтальмоло́гия (от др.-греч. ὀφθαλμός «глаз» + λόγος «учение») — область медицины, изучающая глаз, его анатомию, физиологию и болезни, а также разрабатывающая методы лечения и профилактики глазных болезней.
Офтальмо́лог (реже окули́ст)  — врач офтальмологии.

## История
Офтальмология зародилась в глубокой древности. До наших дней дошли высеченные на надгробном камне имя и изображение Пени Анк Ири — одного из целителей, лечивших глазные болезни, который жил в Египте еще в середине II тысячелетия до нашей эры.
Корнелий Цельс (I в. до н. э.) установил факт существования радужной оболочки, цилиарного тела, передней и задней камер. Он также разделил слепоту на необратимую, вызванную глаукомой, и обратимую, вызванную катарактой. Цельс усовершенствовал методику низдавления катаракты, которую применяли вплоть до середины XVII в.
Арабским врачам принадлежит заслуга в систематизации знаний древних цивилизаций и их обширном практическом применении. Ибн аль-Хайсам (Альхазен, X—XI вв. н. э.) написал «Книгу об оптике», которая во многом способствовала изобретению очков и возникновению современных теорий зрения в Европе. Известный труд Абу Али ибн Сины (Авиценны, X в. н. э.) «Канон врачебной медицины» был базовым руководством по глазным болезням как в арабских странах, так и в Европе на протяжении более 500 лет.
В XIX веке европейскую известность своими офтальмологическими операциями и публикациями приобрёл английский хирург Джордж Критчет, сыгравший значительную роль в становлении современной офтальмологии.

## Отличия от оптометрии
В США офтальмологи, отучившись 4 года и получив степень бакалавра, в течение 4 лет проходят обучение в медицинской школе, чтобы получить степень доктора медицины (MD) или доктора остеопатии (DO). Офтальмологи дополнительно обучаются 3-4 года на резидентуре. Вторичная специализация в офтальмологии охватывает все аспекты диагностики и лечения глазных заболеваний, а также заболеваний, влияющих на глазные впадины и неврологические системы мозга. Это включает хирургическое лечение. Многие офтальмологи проходят дополнительное практическое обучение (в качестве младшего научного сотрудника) по различным специализациям.
В США оптометристы также учатся 4 года и получают степень бакалавра, затем после 4 лет Оптометрической школы получают степень доктора оптометрии (OD). Обучаясь в школе, студенты-оптометристы проходят внутреннюю подготовку и, по окончании, могут выбрать 1- или 2-летнюю программу резидентуры для дальнейшей специализации.
Оптометристы, окончив резидентуру, могут дальше специализироваться в особой области, такой как педиатрическая оптометрия, гериатрическая оптометрия, поведенческая (психологическая) оптометрия или нейрооптометрия.
Учебный план в США включает такие курсы как наука о зрении, наука о здоровье, фармакология, всесторонняя диагностика и оказание медицинской помощи при заболеваниях, влияющих на глаза, глазные впадины и неврологическую систему мозга. Примеры включают курсы по зрительной психофизике, оптике, а также изучение таких аспектов функционального зрения, как зрительная терапия, бинокулярное зрение и пониженное зрение. Оптометристы также обучаются основам анатомии, гистологии, неврологии, зрительного восприятия. У них есть основное понимание этиологии заболеваний, ухода и лечения. В основном оптометристы могут делать то же самое, что и офтальмологи, за исключением лечения заболеваний (таких как птоз, страбизм, влажная дегенерация макулы, пролиферативная диабетическая ретинопатия, глаукома, катаракта), которые требуют хирургической квалификации. В зависимости от лицензионных и регулирующих требований, некоторые штаты ограничивают назначение оральных медикаментов оптометристами.
Взаимное сотрудничество часто имеет место в следующих двух областях:
- Офтальмологи могут направлять пациента к оптометристу с целью назначения контактных линз или оптических устройств или реабилитации пониженного зрения, пока продолжают лечить такое заболевание/ расстройство, которое могло вызвать снижение зрения.
- Подобным образом, при глазных заболеваниях, сложных или требующих неотложной помощи, оптометрист направляет пациента к офтальмологу.

Как оптометристы, так и офтальмологи проводят массовое обследование населения с целью выявления лиц с определенными глазными болезнями, поражающими детей (амблиопия и страбизм) и взрослых (катаракта, глаукома и диабетическая ретинопатия).
Оптометристы в основном корректируют страбизм и амблиопию путём зрительной терапии, в то время как офтальмологи корректируют эти нарушения путём рефрактивной, ортоптической, лекарственной терапии и хирургического вмешательства.
В Германии стать оптометристом можно после 3–3,5 лет обучения в университете по программе бакалавриата и потом еще 1,5–2 лет – в магистратуре. А для того, чтобы стать окулистом можно после 5 лет обучения в университете получать квалификацию в дальнейшем.